# Thomson-Brandt 120-mm-Mörser

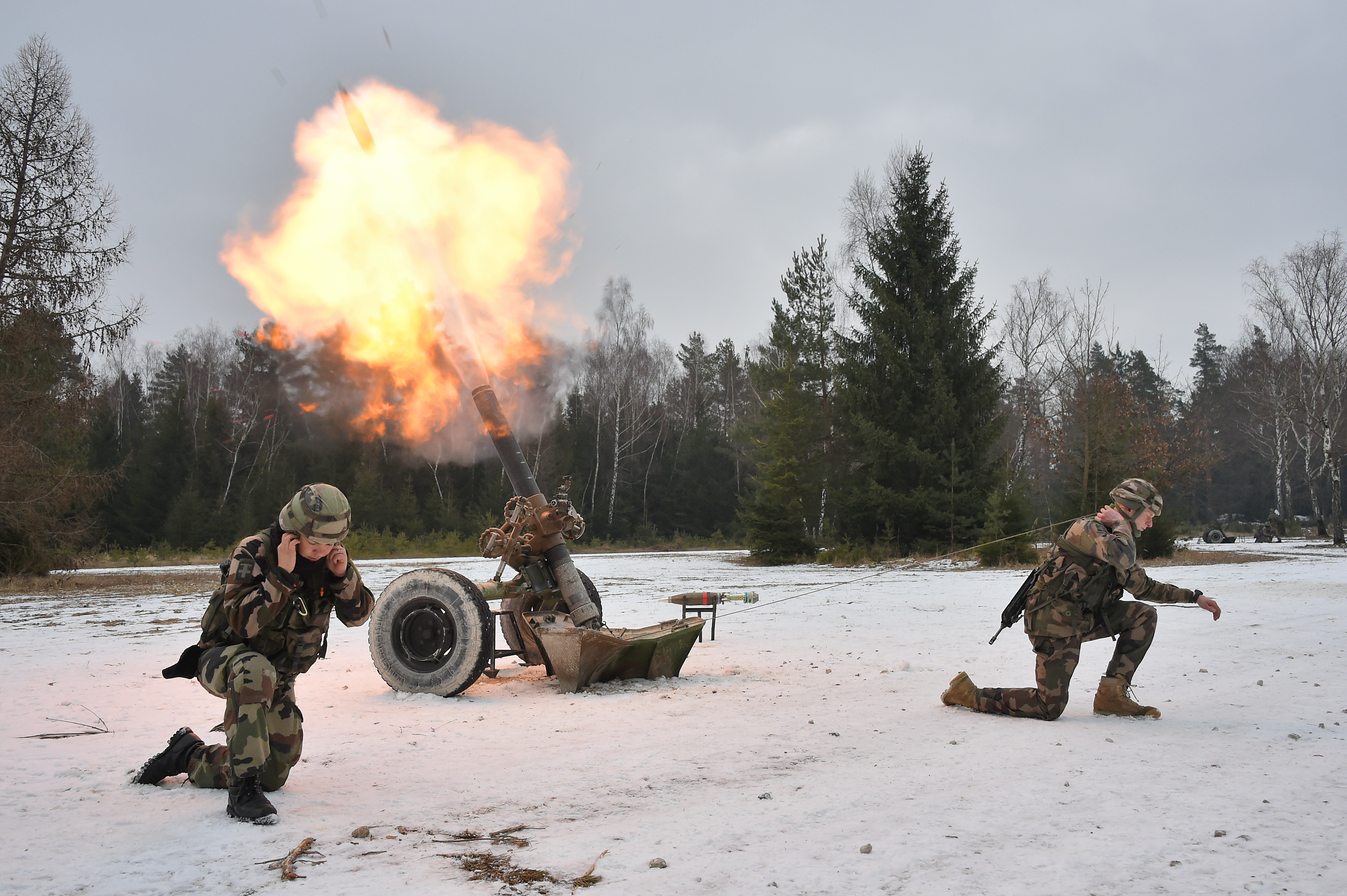
Französisches Heer

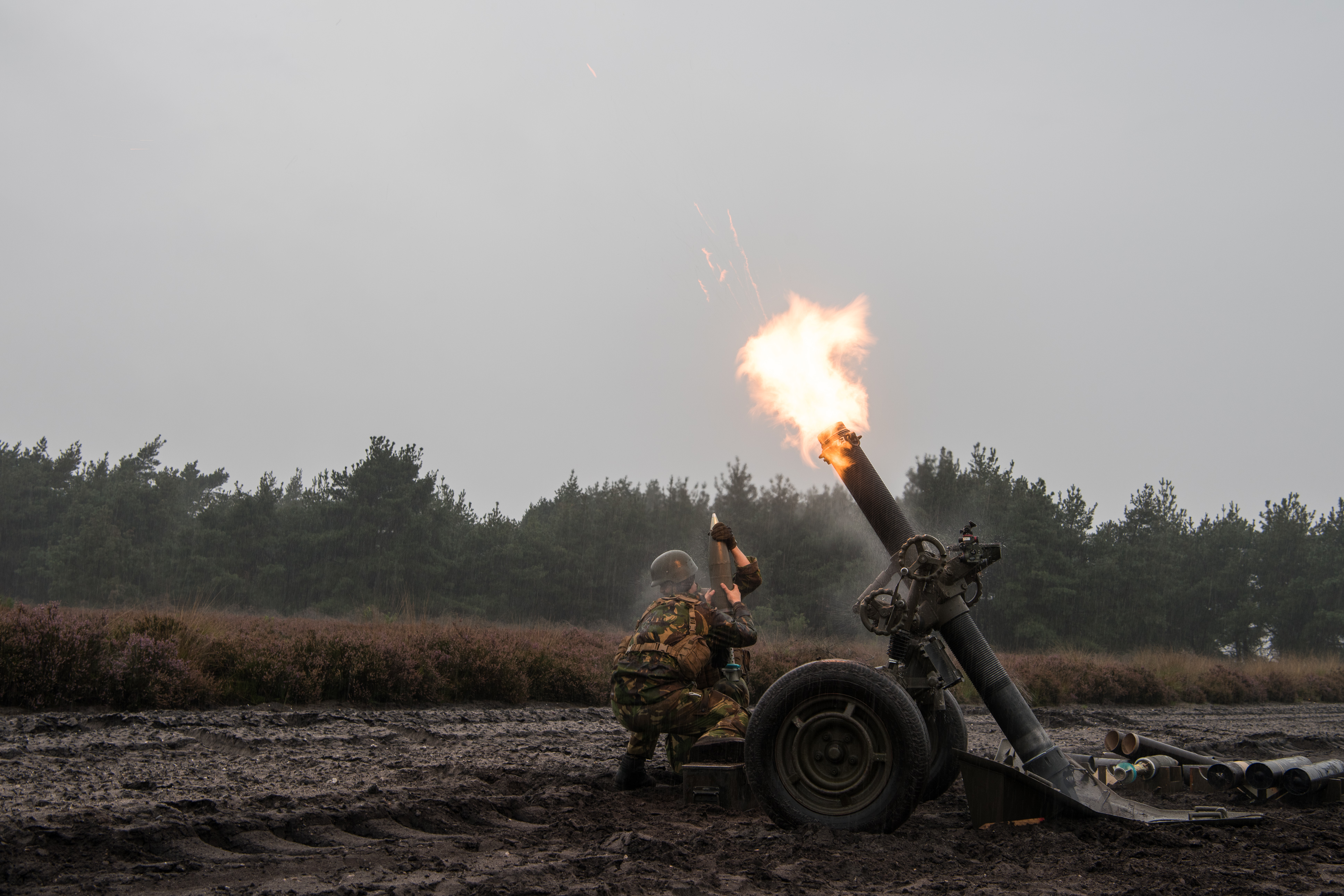
Niederländisches Heer

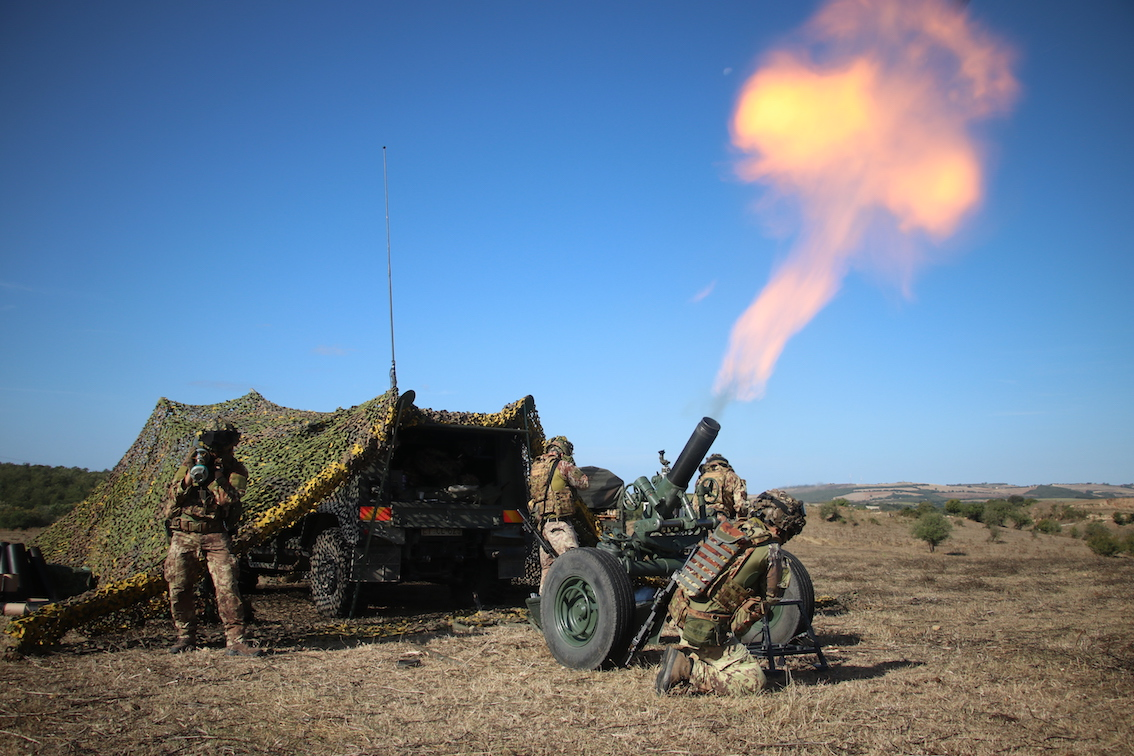
Italienisches Heer, 3. Alpini-Regiment

Der Thomson-Brandt 120-mm-Mörser (komplette Bezeichnung: Thomson-Brandt 120-mm-Mörser MO-120-RT-61) ist ein französischer Mörser. Seit 1961 ist die Waffe truppenreif und der schwere Standardmörser des französischen, italienischen und des niederländischen Heeres sowie des US Marine Corps.

## Die Waffe
Die Lafette des Mörsers ruht auf einer Achse. Auch während des Feuerns ruht die Waffe auf der Achse. Ein großer Erdsporn verhindert, dass die Waffe durch den Rückstoß verrutscht und so neue Zieldaten gefunden werden müssen. Nachteilig wirkt sich aus, dass der Mörser beim Richten eine enorme Größe erreicht. Das macht es manchmal sogar nötig, zum Laden eine kleine Leiter zu benutzen. 
Verschossen werden neben Splitter/Sprenggranaten auch Nebelgranaten und Granaten zur Gefechtsfeldbeleuchtung. Außerdem wurde ein „Rocket-assisted projectile“-Geschoss (RAP-Geschoss) entwickelt, das die Höchstschussweite auf 13.000 m erhöht.

## Technische Daten
- Kaliber: 120 mm
- Gewicht: 582 kg
- Kadenz: 10–12 Schuss/min
- Höchstschussweite: 8.150 m / 13.000 m mit RAP-Geschoss